# Једнопруги опосум
Једнопруги опосум (Monodelphis unistriata) је врста сисара из породице опосума (Didelphidae) и истоименог реда Didelphimorphia.

## Распрострањење
Врста има станиште у Аргентини и Бразилу.

## Станиште
Једнопруги опосум има станиште на копну.

## Угроженост
Подаци о распрострањености ове врсте су недовољни.

### Популациони тренд
Популациони тренд је за ову врсту непознат.